# Рагби лига клуб Подбара Нови Сад
Рагби лига клуб Подбара је рагби лига клуб из Нови Сада. Тренутно се такмичи у Првенству Србије - група Б Север.

## Историја
Рагби лига клуб Подбара основан је 20. априла 2007. године у Новом Саду. Клуб је неколико година био највећи такмац РЛК Дорћолу у борби за титулу. РЛК Подбара није играла сезону 2011. године. Клуб је поново почео са радом такмичарске 2012. године. Освојио је Другу лигу Србије и од 2013. се такмичи Првенству Србије - група Б север.

## Клупски успеси
- Рагби лига првенство Србије:

Вицепрвак (3): 2007, 2008, 2009.
- Рагби лига Друга лига Север:

Првак (1): 2012.
- Рагби лига Куп Србије:

Финалиста (2): 2008, 2009.